# Hemileuca rickseckeri
Hemileuca rickseckeri är en fjärilsart som beskrevs av Watson 1912. Hemileuca rickseckeri ingår i släktet Hemileuca och familjen påfågelsspinnare. Inga underarter finns listade i Catalogue of Life.